# Dasyphyllum diacanthoides
Dasyphyllum diacanthoides, trevo, es una especie de planta con flores en la familia Asteraceae.

## Descripción
Árbol siempreverde de follaje denso y ramas espinosas, endémico de Chile y de Argentina. Alcanza los 20 m de altura, su tronco es recto con diámetro de hasta 2 m, corteza blanda, fina, parda, con cortes longitudinales profundos. Hojas alternas, borde entero, elípticas y ápice agudo terminado en mucrón; láminas verdosas amarillentas de 2-6 x 1-3 cm, glabras en ambas caras y pubescentes en márgenes, pecíolos de 1-5 mm de largo, y 2 espinas (estípulas modificadas) caducas en la base de las hojas; inflorescencia con un capítulo solo, flores blancas, hermafroditas, 5-estambres con anteras unidas, aromáticas; florece de enero a febrero. Fruto aquenio cilíndrico de 3-4 mm de largo x 1 mm de ancho, pubescente, y vilanos rojizos de 5 mm de largo.

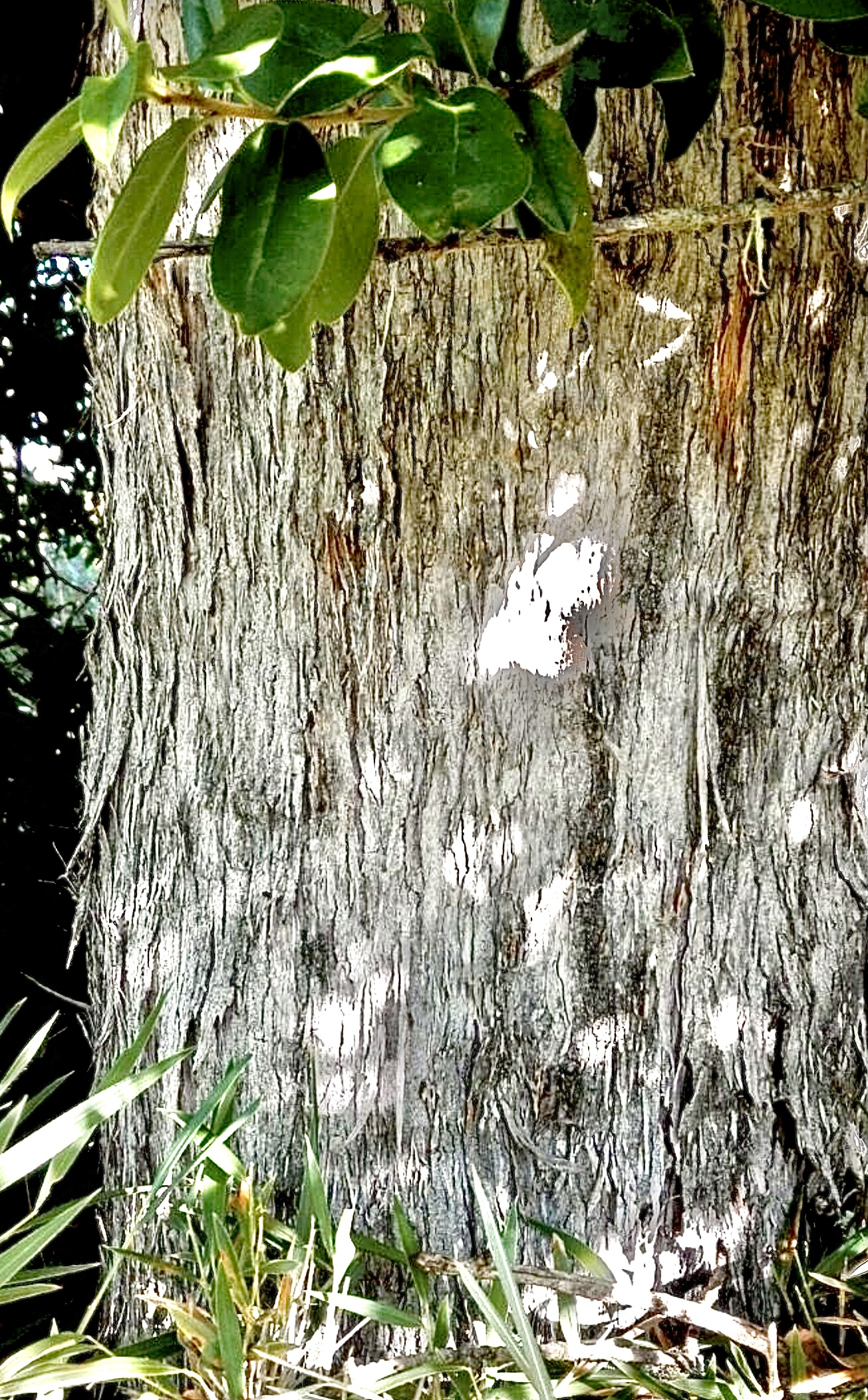
Corteza de D. diacanthoides.
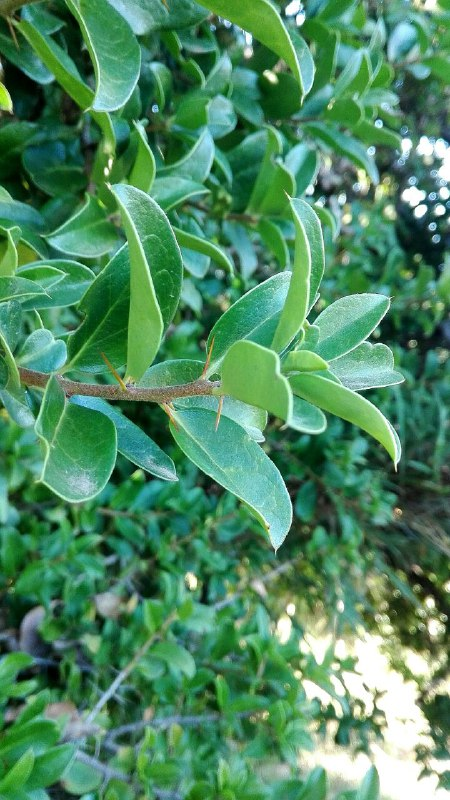
Hojas de D. diacanthoides.
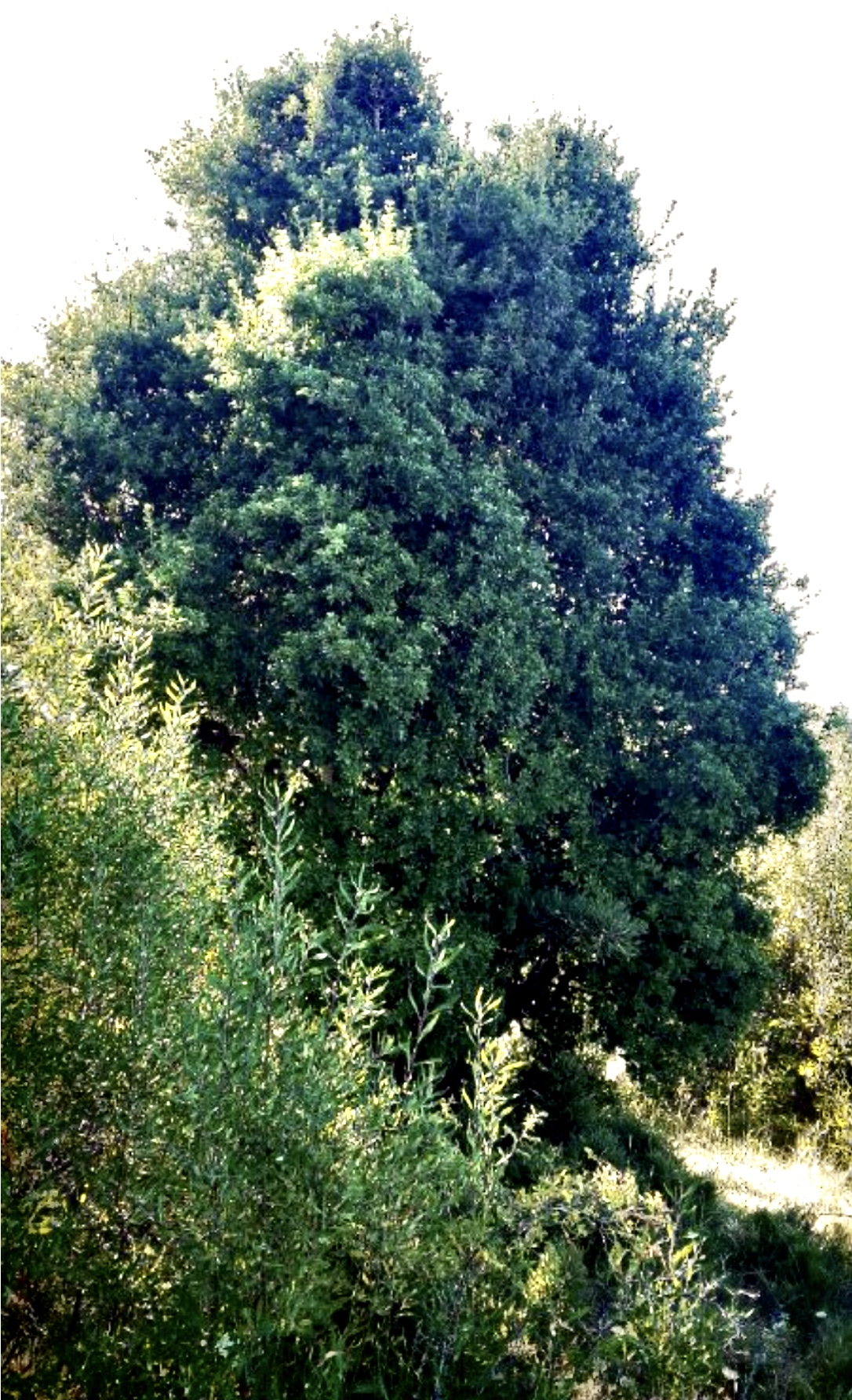
Árbol de D. diacanthoides.

## Hábitat
En Chile se distribuye desde la Región del L. B. O'Higgins hasta la Región de Los Lagos. No es muy frecuente, habita lugares húmedos y de sombra, y terrenos áridos, entre 200 y 2000 m s. n. m. Está amenazada por pérdida de hábitat.

## Usos
Especie ornamental, presenta valores nutricionales equilibrados en la relación energía-proteína, constituyéndose en una importante forrajera de suplemento invernal ante la escasa disponibilidad de forraje en las localidades cordilleranas de la Región de la Araucanía en Chile.

## Taxonomía
Dasyphyllum diacanthoides fue descrita por (Less.) Cabrera y publicado en Revista del Museo de La Plata (Nueva Serie), Sección Botánica 9(38): 44. 1959.
Sinonimia
- Chuquiraga leucoxylon Poepp. ex Less.
- Flotovia diacanthoides Less.	basónimo
- Flotovia stifftioides Speg.
- Piptocarpha diacanthoides Hook. & Arn.[5]

## Nombre común
- palo blanco de Chile, palo mato de Chile.[6]
- trevo, tagu, tayú, tallu, palo santo